# Grand magasin Stockmann de Turku
Le grand magasin Stockmann à Turku (finnois : Stockmannin Turun-tavaratalo) est un grand magasin situé dans le quartier VII de Turku en Finlande,.

## Présentation
Le grand magasin Stockmann fait partie de l'îlot urbain Hansa, le long de la partie piétonne Yliopistonkatu.
Le grand magasin a ouvert pour la première fois en 1982.
Le sous-sol abrite le S-market et un magasin Alko.
Au rez-de-chaussée se trouvent les rayons cosmétiques, le salon de coiffure Avantgarde, les accessoires et la mode féminins.
Au premier étage se trouvent chaussures, mode enfantine, valises, mode masculine, musique, radio, télévision, téléphones et articles de sport.
Au deuxième étage, on trouve  produits d'art de la table, textiles de maison, appareils électroménagers, cadeaux et papier, verre et porcelaine, jouets, fournitures pour animaux de compagnie, produits de nettoyage, articles ménagers, plantes vertes et billetterie.

## Galerie

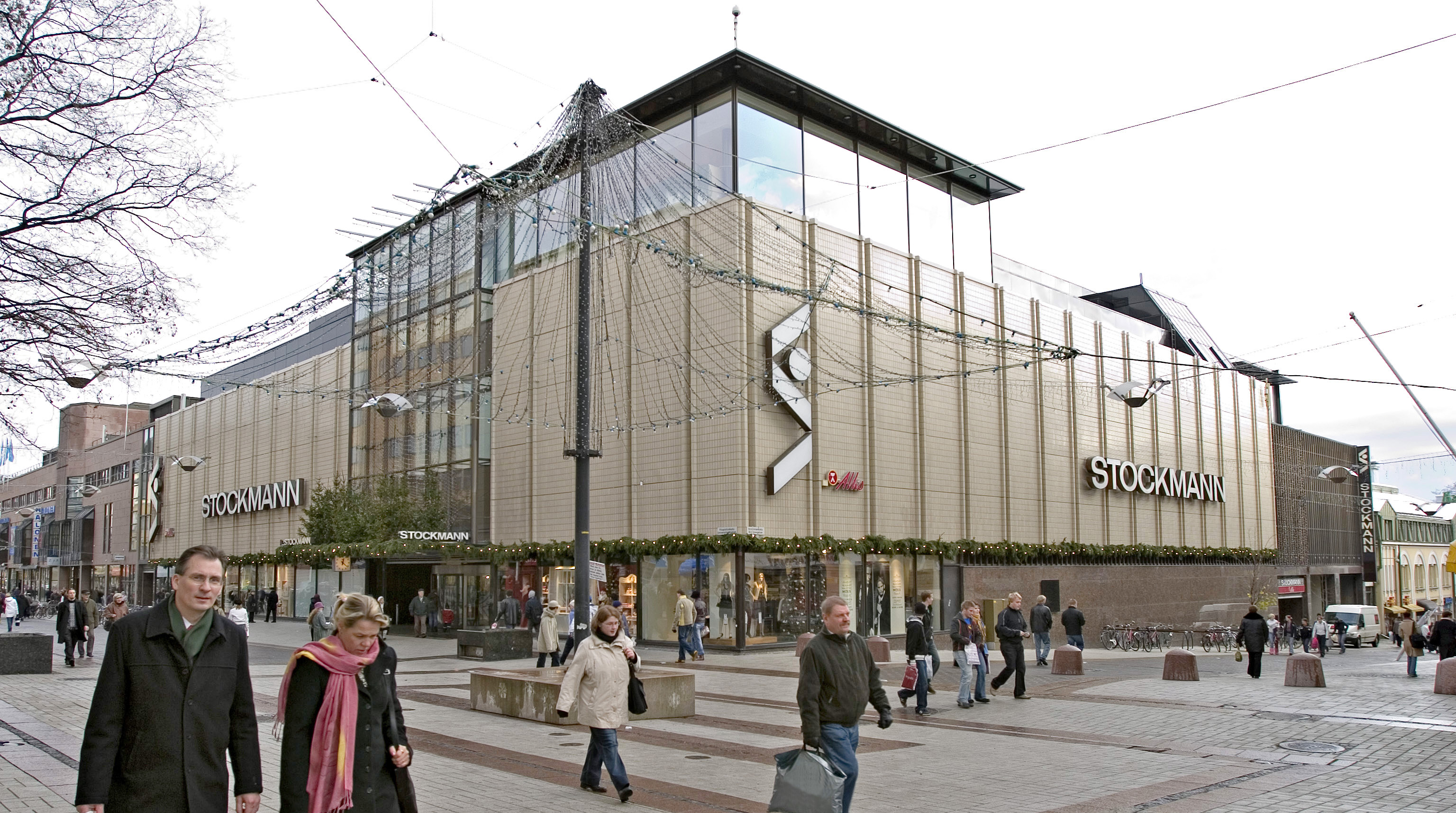
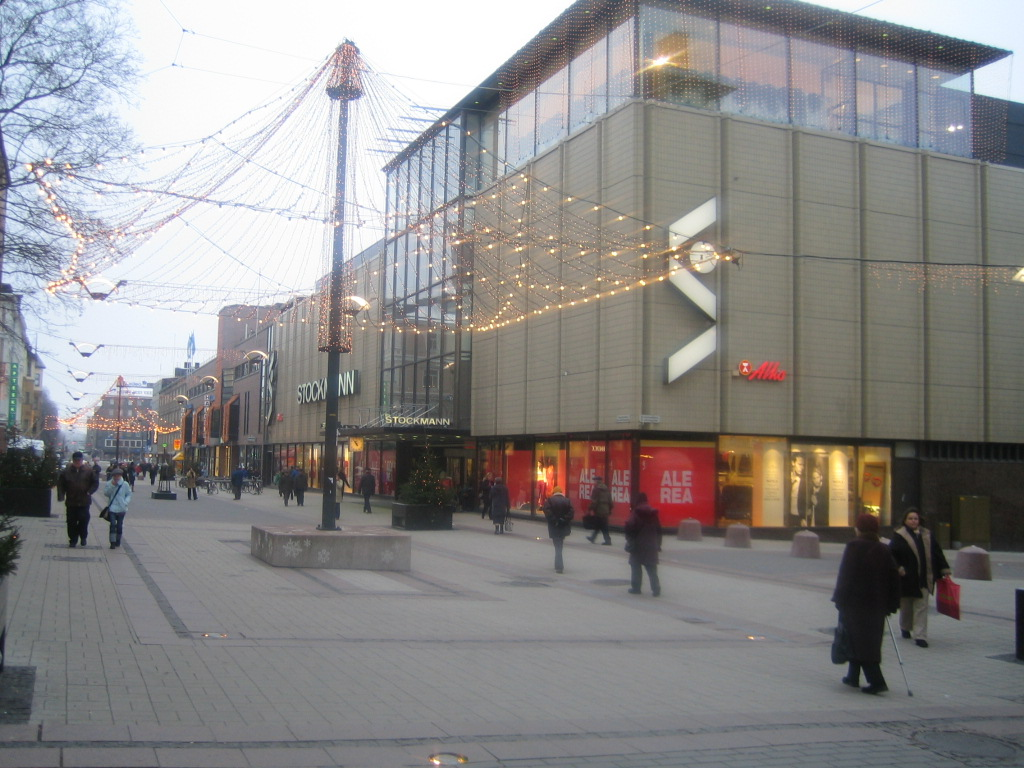
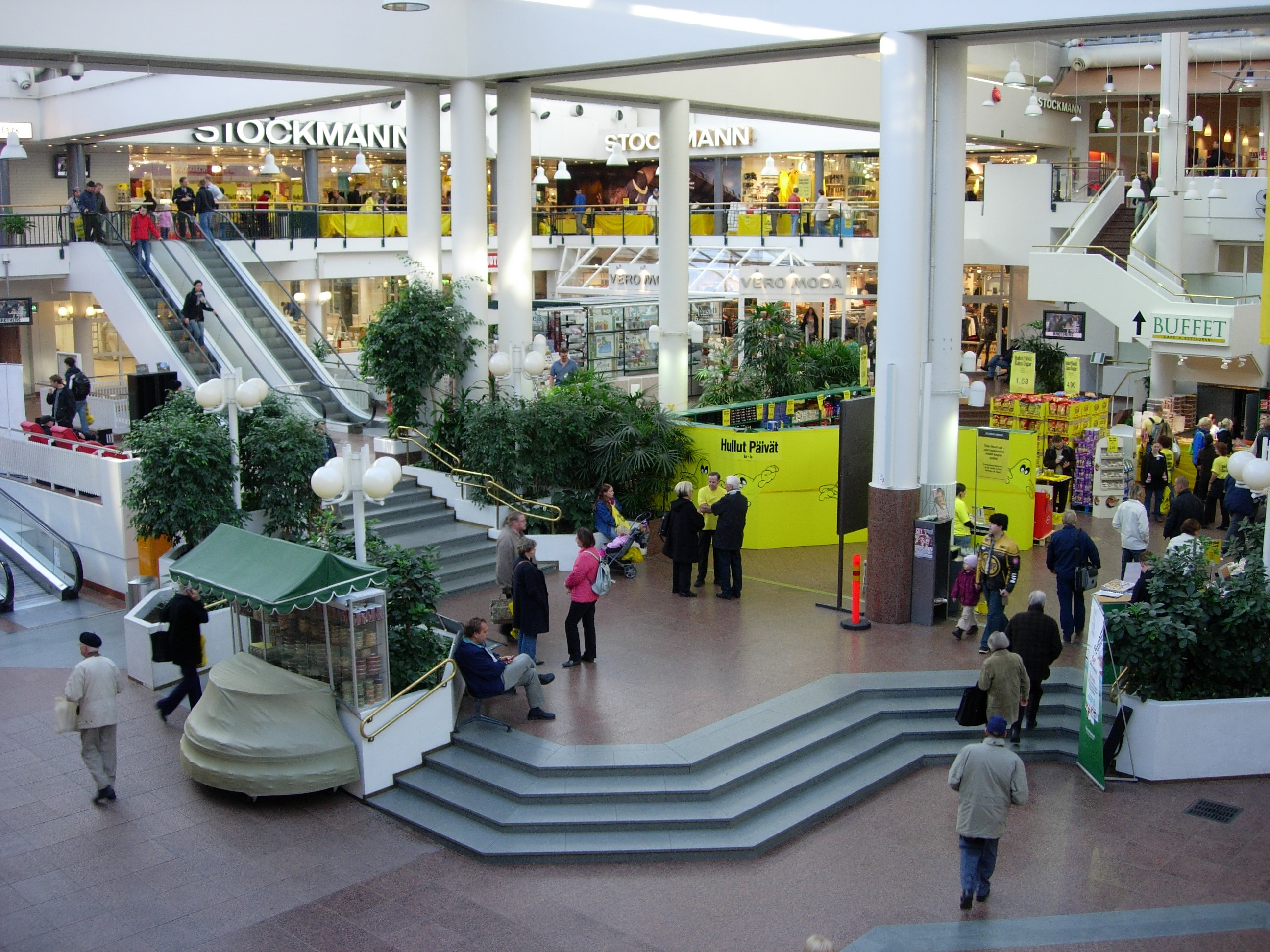